# Demografía de Belice
La población de Belice según el censo de 2010 era de 322 453 habitantes, con una densidad poblacional de 14 hab/km². Belice es el país menos poblado y con la menor densidad poblacional de América Central.

## Transición demográfica
Se estima que la población beliceña sufra un proceso de envejecimiento durante este Siglo XXI. A pesar de la pequeña población del país, las proyecciones estiman que será uno de los que más va crecer porcentualmente en la región. Aparte este proceso para el 2050 se volverá más lento que los otros países centroamericanos, ya que la tasa de fecundidad se mantiene estable y sin fuertes reducciones. El país seguirá creciendo constantemente en todo el Siglo y para el 2100 tendrá cerca de 710.915 habitantes.  (enlace roto disponible en Internet Archive; véase el historial, la primera versión y la última).
La mayor parte de la población de está compuesta por descendientes de negros africanos, que fueron llevados como esclavos en la época colonial británica, para el siglo XXI se calculaba que el el 97 por ciento de la población era negra junto a un tres por ciento de mulatos, asiáticos e indigenas.
| Año  | Población total | Población mayor de 60 | Porcentaje |
| ---- | --------------- | --------------------- | ---------- |
| 2000 | 240.508         | 11.784                | 4,9%       |
| 2025 | 397.120         | 34.549                | 8,7%       |
| 2050 | 575.300         | 83.993                | 14,6%      |

Las estadísticas demográficas según CIA World Factbook, al menos que se indique lo contrario.

## Población

Pirámide de población de Belice (2010)

307.899 (Julio 2009 est) 
País comparación con el mundo:178

## Distribución territorial
Las localidades con mayor población de Belice según el censo de 2010 son:
| # | Localidad               | Distrito    | Población (2010) |
| - | ----------------------- | ----------- | ---------------- |
| 1 | Ciudad de Belice        | Belice      | 61 721           |
| 2 | San Ignacio/Santa Elena | Cayo        | 21 672           |
| 3 | Belmopán                | Cayo        | 20 636           |
| 4 | Orange Walk Town        | Orange Walk | 13 708           |
| 5 | San Pedro               | Belice      | 11 767           |
| 6 | Corozal                 | Corozal     | 10 287           |
| 7 | Dangriga                | Stann Creek | 9593             |
| 8 | Benque Viejo del Carmen | Cayo        | 6140             |
| 9 | Punta Gorda             | Toledo      | 5351             |

## Estructura de edad
Hombres: 155.945
Mujeres: 151.954
- 0-14 años: 37,9% (59.462 hombres / mujeres 57.117)
- 15-64 años: 58,6% (91.298 hombres / mujeres 89.170)
- 65 años y más: 3,5% (hombres 5.185 / 5.667 mujeres) (2009 est)

## La mediana de edad
- Total: 20,4 años
- Hombres: 20,3 años
- Mujeres: 20,6 años (2009 est)

## Tasa de crecimiento
- 2,154% (2002 est)
- País comparación con el mundo: 47

## Tasa de natalidad
- 27.33 nacimientos / 1,000 población (2009 est)
- País comparación con el mundo: 59

## Tasa de mortalidad
- 5.77 muertes / 1,000 población (2008 est)
- País comparación con el mundo:169

## Tasa de migración neta
- N / A (2009)

## Urbanización
- Población urbana: 52% de la población total
- La tasa de urbanización: 3,1% tasa de variación interanual (2005-2010 est)

## Proporción de sexos
- Al nacer: 1,05 hombre (s) / mujer
- Menores de 15 años: 1,04 hombre (s) / mujer
- 15-64 años: 1,02 hombre (s) / mujer
- 65 años y más: 0,92 hombre (s) / mujer
- Población total: 1.0025 hombre (s) / mujer (2009 est)

## Tasa de mortalidad infantil
- Total: 23,07 muertes por 1.000 nacidos vivos
- País comparación con el mundo: 94
- Hombres: 26 muertes por 1.000 nacidos vivos
- Mujeres: 19,99 muertes por 1.000 nacidos vivos (2009 est)

## Esperanza de vida al nacer
- Población total: 68,2 años
- País comparación con el mundo:151
- Hombres: 66,44 años
- Mujeres: 70,05 años (2009 est)

## Tasa global de fecundidad
- 3,28 niños nacidos / mujer (2010 est)

País respecto al mundo:52 
- 3,36 niños nacidos / mujer (2009 est)

País comparación con el mundo: 59

## VIH / SIDA
- Tasa de prevalencia entre adultos: 2,1% (2007 est)
- País comparación con el mundo: 30

Las personas que viven con el VIH / SIDA: 3.600 (2007 est)
- País comparación con el mundo:129

Muertes: menos de 200 (2007 est)
- País comparación con el mundo:108

## Nacionalidad
- Sustantivo: Belice (s)

Adjetivo *: Belice 

## Grupos étnicos
- Mestizos 50%,[4] Negro 24%, Mayas 11%, garífuna 6%, otros 9% (Esta incluye a menonitas, residentes estadounidenses y británicos, chinos, sirios y jamaiquinos).

## Religión
- Catolicismo 40.5%, Protestantismo 31.7%, Ateísmo 15.6%, Otras 12.7% (Esta incluye las religiones afro-americanas, tradiciones mayas, cristianos marginales, musulmanes, judíos, espiritistas y masoneros)